# Organo della chiesa di San Martino a Groninga

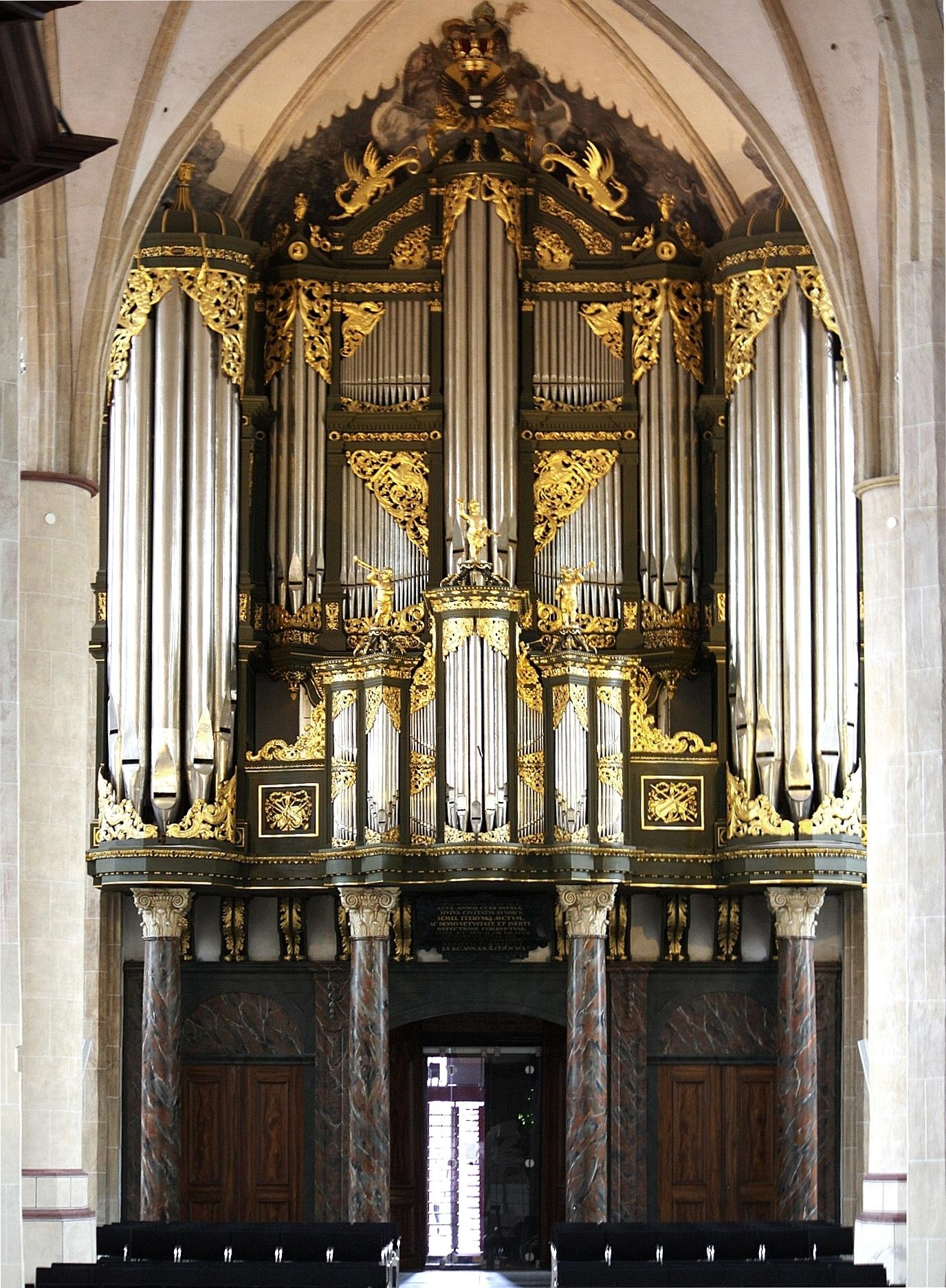
L'organo della chiesa di San Martino a Groninga.

Con organo della chiesa di San Martino ci si riferisce a un organo monumentale costruito a Groninga, nei Paesi Bassi.

## Storia
Le prime notizie circa la presenza di un organo all'interno della chiesa di San Martino risalgono al 1450. Intorno al 1482 lo strumento venne restaurato, forse da  Johan ten Damme e Rudolf Agricola. Si trattò di un lavoro particolarmente ben fatto, tanto che lo strumento attuale contiene ancora parte di quelle canne del 1482.
Nel corso dei secoli l'organo subì numerosi restauri, ampliamenti e ricostruzioni.
Nel 1545 l'organo gotico venne modificato, ingrandito e ricostruito secondo il gusto rinascimentale da un organaro sconosciuto. Dopo essere stato riparato da Andreas de Mare nel 1564, lo strumento venne ampliato nel 1627-28 da Anthoni e Adam Verbeeck, e, nel 1685-90, da Jan Helman, il quale adattò il suono dell'organo agli standard fonici del periodo barocco.
Helman, tuttavia, morì durante i lavori, e il suo intervento venne concluso da Arp Schnitger, il quale aggiunse anche le due imponenti torri di basseria e alcuni registri nuovi. Nel 1729-30 Franz Caspar Schnitger e Albertus Anthoni Hinsz realizzarono un nuovo Rückpositiv, e, nel 1740, Albertus Anthoni Hinsz eseguì alcune riparazioni e montò sette nuovi registri.
Nel corso del XIX secolo l'organo subì numerose manipolazioni, che, seguendo le varie mode estetico-musicali, ne alterarono profondamente le caratteristiche originarie: nel 1904 venne modificata la trasmissione della pedaliera, nel 1912 vennero sostituiti i mantici, e, nel 1938-39, Johan de Koff sostituì la trasmissione meccanica con quella elettrica. Nel 1971 l'organo venne completamente smontato durante i lavori di restauro della chiesa. Inevitabilmente, dato che era stato completamente stravolto nel corso dei secoli, al termine dei restauri i superiori della chiesa si domandarono se convenisse rimontarlo o se fosse meglio farne costruire uno nuovo. Dopo varie consultazioni, nel 1976 l'organaro Jürgen Ahrend ricevette il compito di ricostruire filologicamente lo strumento, riportandolo alle sue condizioni del 1740. Ahrend terminò i propri lavori nel 1984.

## Caratteristiche tecniche
Attualmente la trasmissione è interamente meccanica, le canne sono 3.500, la pressione del vento è di 85 mm in colonna d'acqua, il corista del La corrisponde a 465 Hz e il temperamento è il Neidhardt III. La disposizione fonica è la seguente:
| Primo manuale - Rückpositiv |         |       |
| Praestant                   | 8'      | F     |
| Quintadena                  | 16'     | D/F   |
| Bourdon                     | 8'      | ?/F   |
| Roerfluit                   | 8'      | F     |
| Octaaf                      | 4'      | A     |
| Speelfluit                  | 4'      | A     |
| Gedektquint                 | 3'      | F     |
| Nasard                      | 3'      | A     |
| Octaaf                      | 2'      | F     |
| Fluit                       | 2'      | D/?/F |
| Sesquialtera II             | 1' 1/3' | A     |
| Mixtuur IV-VI               | 1'      | F/A   |
| Cimbel III                  | 1/5'    | A     |
| Basson                      | 16'     | A     |
| Schalmei                    | 8'      | A     |
| Hobo                        | 8'      | H/A   |
| Tremulant                   |         |       |

| Secondo manuale - Hauptwerk |        |        |
| Praestant                   | 16'    | D/?    |
| Octaaf                      | 8'     | D/?/JH |
| Salicet                     | 8'     | L      |
| Quintadena                  | 8'     | U/V    |
| Gedekt                      | 8'     | JH     |
| Octaaf                      | 4'     | F      |
| Gedektfluit                 | 4'     | L      |
| Octaaf                      | 2'     | A      |
| Vlakfluit                   | 2'     | L      |
| Tertiaan III                | 4/5'   | A      |
| Mixtuur IV-VI               | 2.2/3' | S/A    |
| Scherp                      | IV     | A      |
| Trompet                     | 8'     | S      |
| Viola da Gamba              | 8'     | A      |
| Tremulant                   |        |        |

| Terzo manuale - Oberwerk |        |        |
| Praestant I-III          | 8'     | ?/JH/S |
| Holfluit                 | 8'     | M      |
| Octaaf                   | 4'     | ?/JH   |
| Nasard                   | 3'     | S/A    |
| Sesquialtera II          | 1' 1/3 | A      |
| Mixtuur IV-VI            | 1' 1/3 | A      |
| Trompet                  | 16'    | A      |
| Vox humana               | 8'     | A      |

| Pedal          |        |       |
| Praestant      | 32'    | S     |
| Praestant (HW) | 16'    | D/?   |
| Subbas         | 16'    | A     |
| Octaaf         | 8'     | D/?/S |
| Gedekt         | 8'     | H     |
| Roerquint      | 6'     | O     |
| Octaaf         | 4'     | ?     |
| Octaaf         | 2'     | A     |
| Nachthoorn     | 2'     | H     |
| Mixtuur IV     | 1' 1/3 | A     |
| Bazuin         | 16'    | S     |
| Dulciaan       | 16'    | A     |
| Trompet        | 8'     | S     |
| Cornet         | 4'     | S     |
| Cornet         | 2'     | A     |

D = Forse Johan ten Damme (1482).
? = Organaro sconosciuto (1545).
M = Andreas de Mare (1564).
V = Anthoni e Adam Verbeeck (1628).
JH = Jan Helmman (1690).
S = Arp Schnitger (1692).
F = Franz Caspar Schnitger e Albertus Anthonius Hinsz (1729).
H = Albertus Anthonius Hinsz (1740).
L = Nicolaus Anthony Lohman (1808 e 1816).
O = Petrus van Oeckelen (1855).
A = Jürgen Ahrend (1976-77 e 1983-84).

## Galleria d'immagini

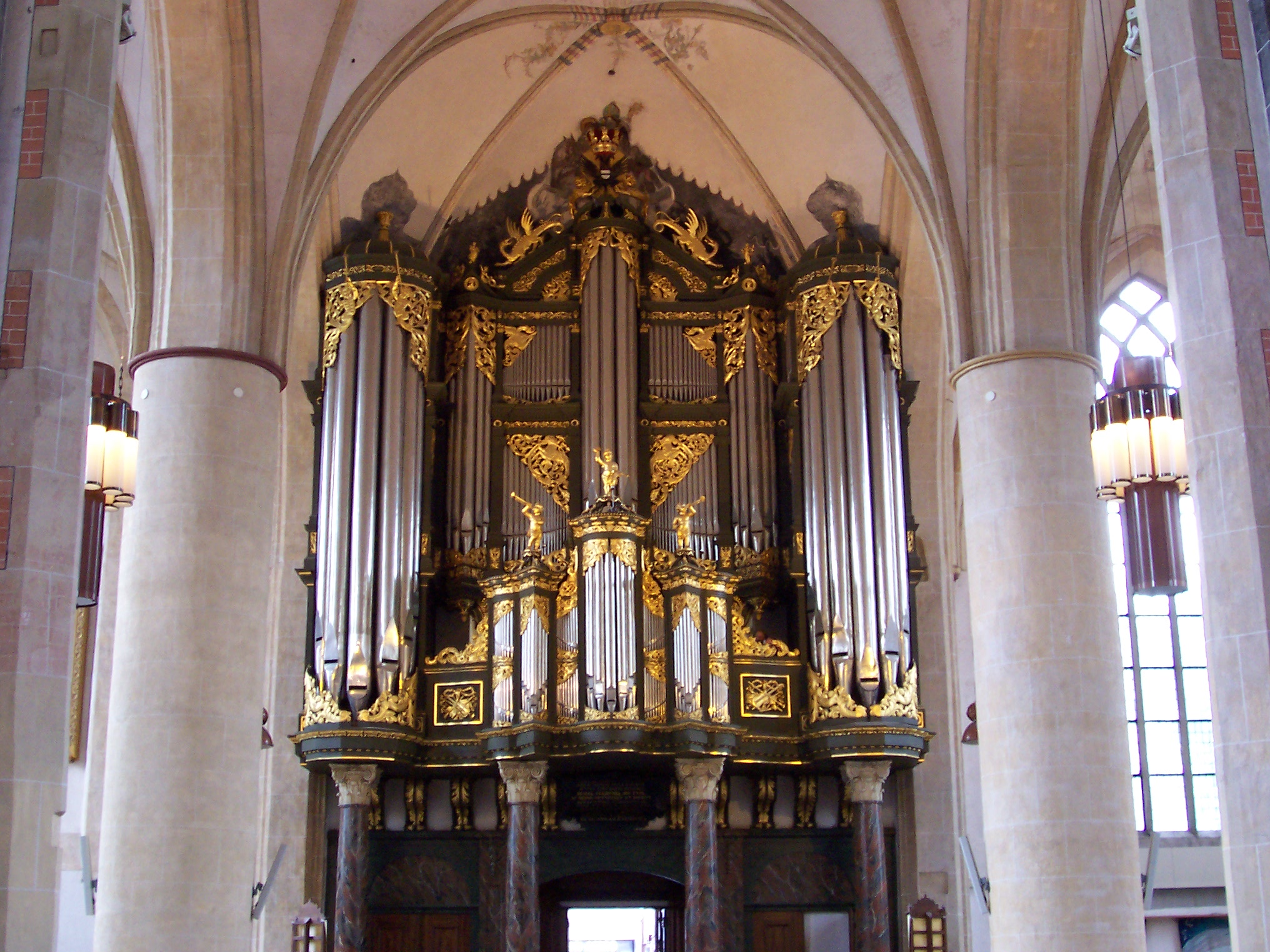
Prospetto dell'organo.
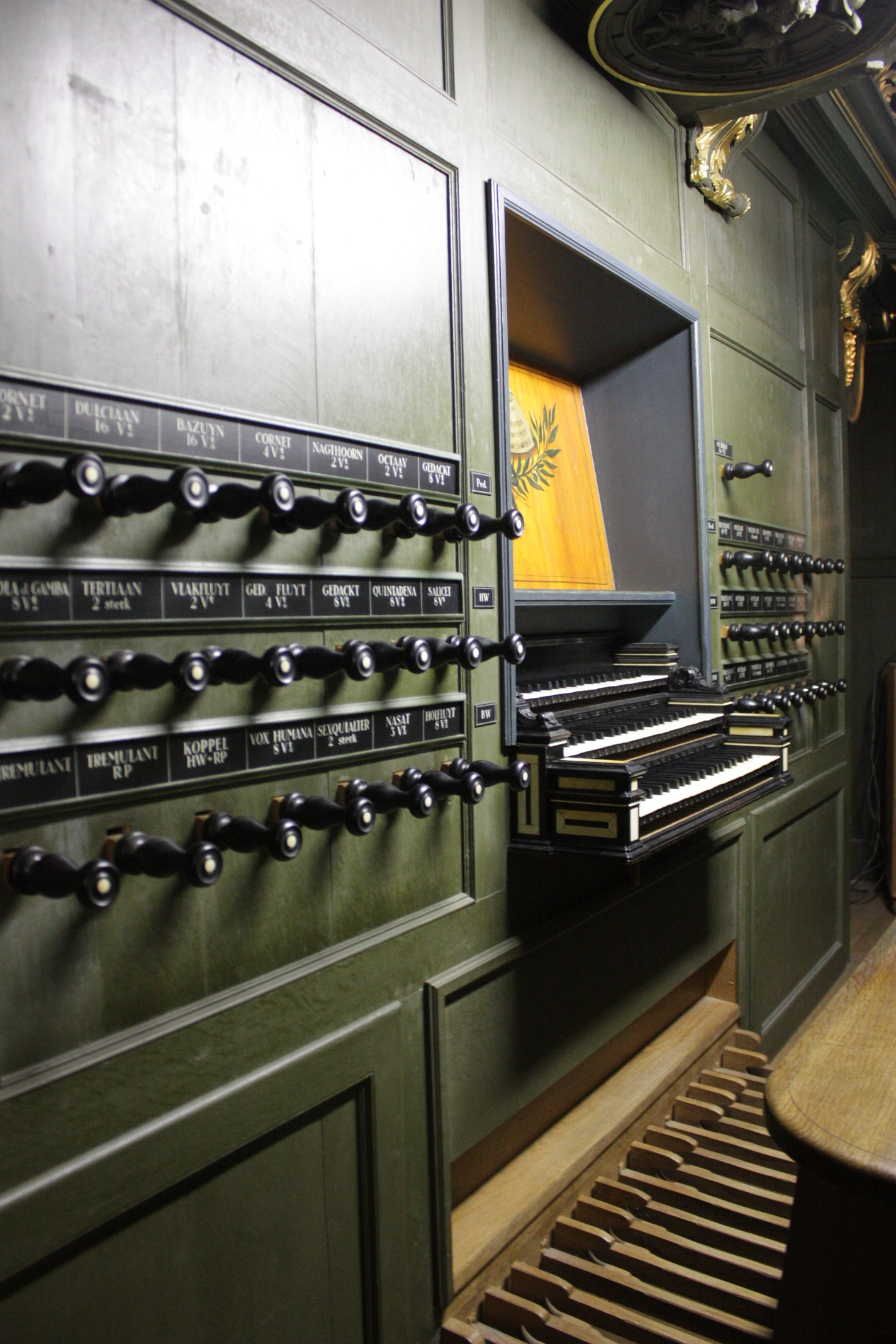
Vista della consolle.
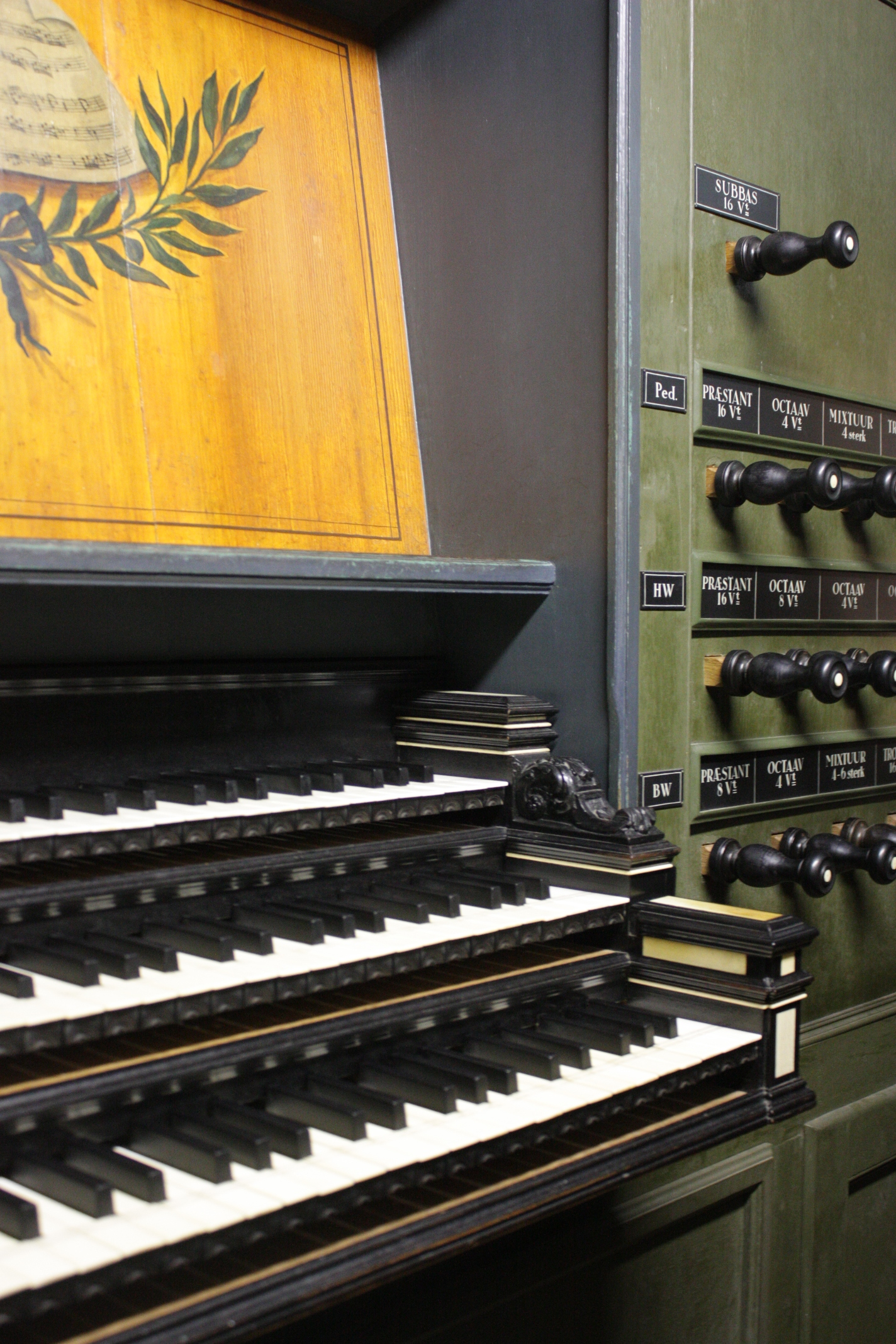
Vista della consolle.
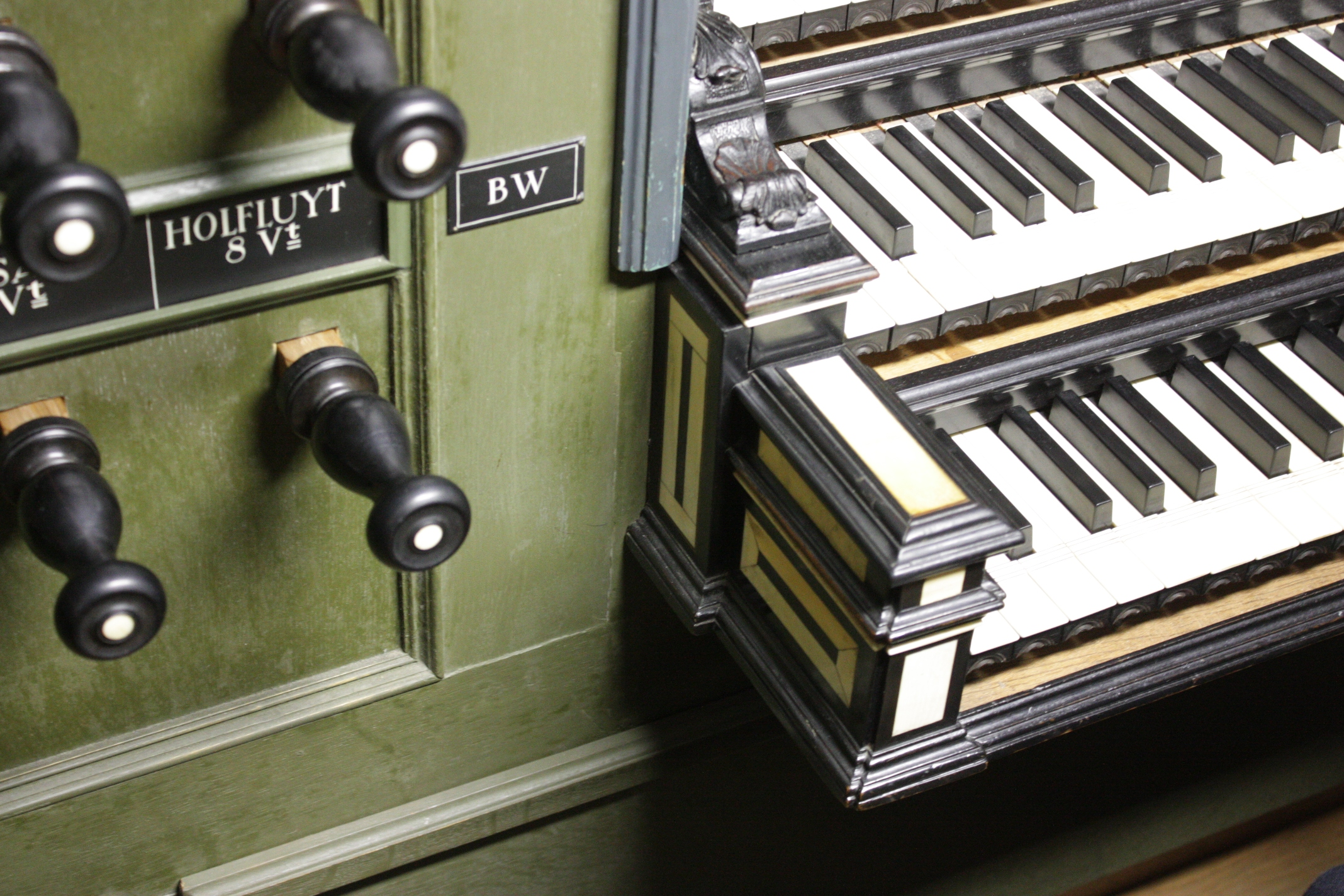
Particolare della consolle.
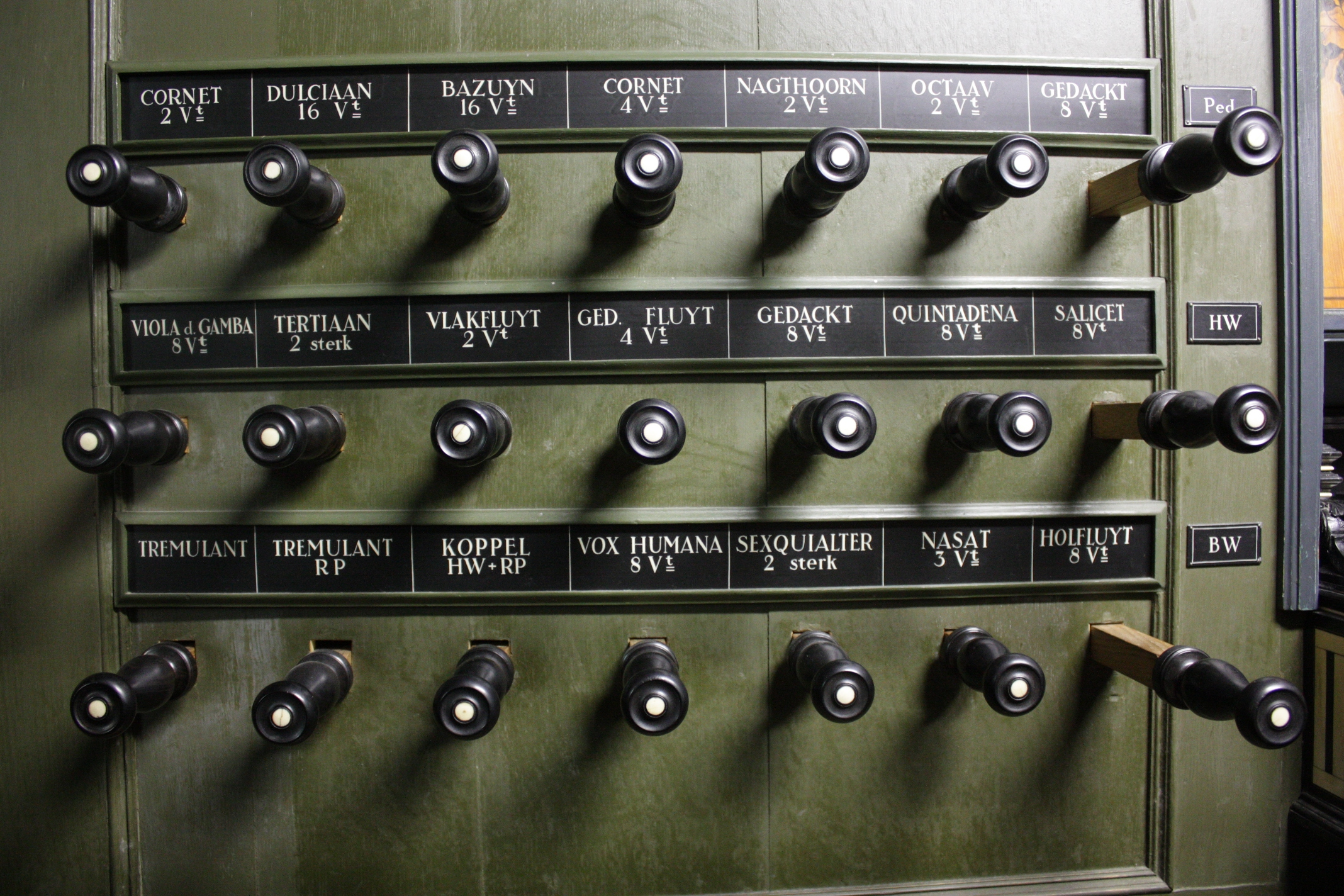
Tiranti a pomolo dei registri (alla sinistra dei manuali).
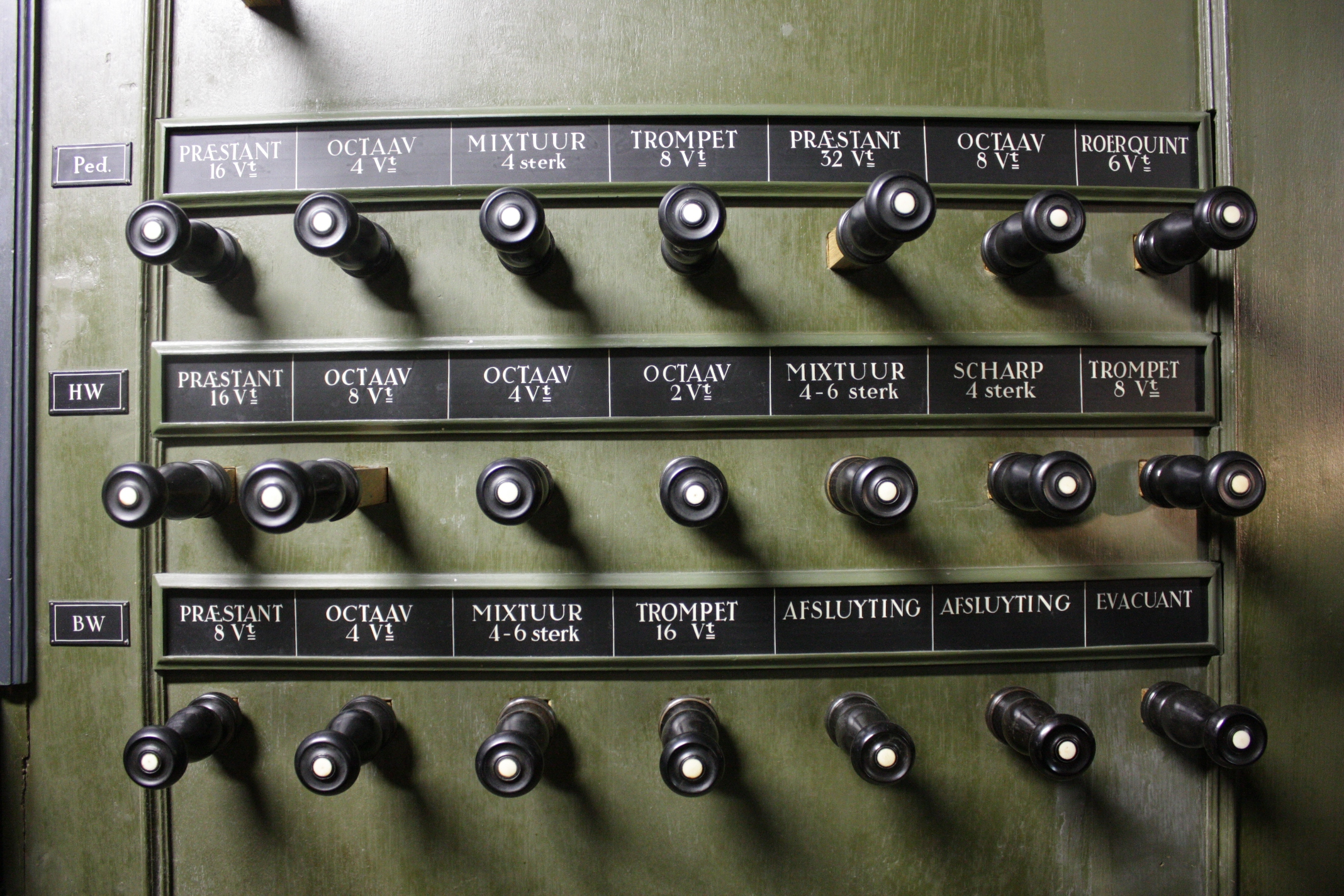
Tiranti a pomolo dei registri (alla destra dei manuali).